# Nikolaus Poppel
Nikolaus Poppel, auch Popplau, Poppelau, Poppelaw usw (* um 1435 vermutlich in Breslau, Fürstentum Breslau; † um 1490) war ein Reisender, Abenteurer, Diplomat und Geschäftsmann, der zwischen dem Zarenreich und dem Heiligen Römischen Reich Kontakte knüpfte und pflegte. Seinem Projekt einer engen Bindung zwischen Zar und Kaiser war kein Erfolg beschieden. Er hat zu seinen Reisen umfangreiche Berichte geschrieben.

## Leben
Poppel wurde als Sohn des Hans Poppelau und seiner Frau Hedwig Ungeraten geboren. Abweichend von den meisten Quellen berichtete Joseph Fiedler, er sei „Ein Sohn des Kaspar Poppelau auf Nemke“ gewesen. Kaspar Poppelau war aber tatsächlich der Name eines Nikolaus’ Geschwister. Der Name von Nikolaus Poppel kommt zum ersten Male in den Rechnungen der Stadt Breslau vom Jahre 1468 vor. 1483 erhielt er ein Empfehlungsschreiben von König Friedrich V. (dem späteren Kaiser Friedrich III.), in dessen Diensten er stand. Seine erste dreijährige Reise, über die er einen Bericht in deutscher Sprache verfasst hatte, führte ihn nach Westeuropa, u. a. Innsbruck, Maastricht und England.
1486 traf er in Moskau ein – über Umstände und Zweck seiner Reise ist wenig überliefert. Er brachte nach eigener Auskunft jedoch ein Empfehlungsschreiben von König Friedrich V. nach Moskau mit. Sein Reisezweck „bestehe bloß in dem Wunsche, den Grossfürsten als einen großen Herrscher und sein Land kennen zu lernen“. Er selbst berichtete von seinen großen Erfolgen beim Zaren und anschließendem großen Interesse beim Kaiser für seine Erfahrungen und Projekte.
Verbürgt ist das Akkreditiv für seine zweite, diesmal diplomatische, Reise nach Russland (1486–1487) von 1488, von dem ein Bruchstück in russischer Übersetzung erhalten ist. Daraus ist zu schließen, dass er tatsächlich, wie er selbst in bunten Farben berichtet, in Kommunikation mit dem Kaiser oder seinen Hof stand. Überliefert ist aus russischen Quellen, dass Poppel das Interesse des Kaisers an einer engeren Bindung mit dem Zaren bekundete und dem Zaren einen Heiratsvorschlag für die Zarentochter (Helena oder Feodosija) unterbreitete, und zwar mit Albrecht von Baden, dem Sohn von König Friedrichs V. Schwester Katharina. Die Replik war recht kühl, aber Moskau war bereit, Gesandte zum Kaiser zu schicken, um „von Unserem gegenseitigen Befinden Kenntnis [zu] nehmen“ und das Heiratsprojekt weiter zu besprechen.
Aus einer weiteren Unterredung ist in den Moskauer Akten vermerkt, dass Poppel den Zarenhof davon in Kenntnis setzte, dass der Papst dem Zaren nicht den Königstitel anbieten könne, da sich dessen Gewalt nur auf die Geistlichkeit erstreckt. Der Zar solle sich um den Königstitel beim Papst bemüht haben. Könige, Fürsten und Ritter zu machen, stehe nur dem römischen Kaiser die Macht zu. Poppel bot sich nun an, für den Zaren beim Kaiser zu intervenieren. Die russische Quelle enthält hierzu eine recht deutliche Antwort: „Wir sind von Gottes Gnaden Herrscher in Unserm Reiche von Anbeginn, von Unsern ersten Vorfahren her und haben Unsere Stellung von Gott … und so wie Wir früher Unsere Erhebung von Niemanden begehrt haben, so begehren Wir sie auch jetzt nicht.“ Tatsächlich entsandte Iwan III. den Griechen Georg Grachaniotes an den Hof von Maximilian I. Allerdings waren die Versuche Poppels, mit dem Zarenhof in Verbindung zu bleiben, ohne Erfolg. Eine weitere diplomatische Reise im Auftrag des Kaisers unternahm Nikolaus von Popplau 1489 bis 1490 nach Russland. Sein Todesdatum ist unbekannt.